# AquaDom
AquaDom (АкваДом) у Берліні був найбільшим у світі циліндричним акваріумом із солоною водою, розташованим у CityQuartier DomAquarée на вулиці Карл-Лібкнехт-штрассе в берлінському районі Мітте.
Ємність акваріума була виконана з акрилового скла, її висота становила 16 м, а діаметр — 11,5 м. Вона спиралася на дев'ятиметровий бетонний фундамент. Загалом висота конструкції складала 25 м. Вага конструкції складала 2000 тонн. Об'єм акваріума становив 1 млн л солоної води. За допомогою двоповерхового ліфта відвідувачі мали можливість заглянути у внутрішню частину акваріума, і прокотитися всередині акваріума, тому що конструктивно він був подвійним циліндром з ліфтом всередині. В акваріумі мешкали приблизно 1500 морських коралових риб 97 видів. Годування риб та очищення акваріума щодня проводили 3—4 штатні аквалангісти. Мешканці акваріума щодня з'їдали до 8 кг корму.
AquaDom було відкрито у грудні 2003 року після багаторічного будівництва. Проектування та будівництво акваріума взяла на себе американська компанія International Concept Management, Inc. Генеральними підрядниками спільно виступили фірми "ICM " та "Müller-Altvatter ". "E. Sander " постачала технічне обладнання, американська компанія "Reynolds Polymer « — акрилове скло. Вартість проекту разом з готелем склала 12,8 млн євро.
AquaDom був, як і DomAquarée загалом, власністю Union Investment Real Estate.
AquaDom стояв у центрі внутрішнього двору 5-зіркового готелю Radisson Collection у Берліні. Постояльці готельних номерів, вікна яких виходять у внутрішній двір, мали змогу бачити акваріум.
16 грудня 2022 року о 5:45 акваріум лопнув, вся вода разом з мешканцями ринула назовні і затопила двір і вулицю, майже всі риби загинули, дві людини трохи постраждали. Порятунком риб та ліквідацією наслідків займалися 100 людей рятувальників.